# نشان‌های جغرافیایی و خوراک‌های سنتی در اتحادیه اروپا

لوگوی نشان‌های جغرافیایی حفاظت‌شده (PGI) اتحادیۀ اروپا

نشان‌های جغرافیایی و خوراک‌های سنتی در اتحادیه اروپا (انگلیسی: Geographical indications and traditional specialities in the European Union) سه طرح کلی و تدبیری در اتحادیه اروپا برای نشان‌های جغرافیایی و خوراک‌های سنتی و مشتمل بر نام مبدأ حفاظت‌شده (PDO)، نشان‌های جغرافیایی حفاظت‌شده (PGI) و خوراک‌های سنتی تضمین‌شده (TSG) است که برندهای محصولات کشاورزی و مواد غذایی، شراب‌ها و مشروبات الکلی را ترویج و محافظت می‌کنند. محصولات ثبت شده تحت یکی از سه طرح یادشده ممکن است با لوگوی آن طرح علامت‌گذاری شوند تا به شناسایی آنها کمک کنند. این طرح‌ها بر اساس چارچوب قانونی ارائه‌شده توسط مقررات اتحادیه اروپا شماره ۱۱۵۱/۲۰۱۲ در پارلمان اروپا و شورایِ ۲۱ نوامبر ۲۰۱۲ در مورد «نمایه کیفیت» برای محصولات کشاورزی و مواد غذایی ایجاد شد. این مقررات در اتحادیه اروپا و همچنین در ایرلند شمالی اعمال می‌شود. حفاظت از محصولات ثبت‌شده به تدریج در سطح بین‌المللی از طریق توافقات دوجانبه بین اتحادیه اروپا و کشورهای غیر اتحادیه اروپا گسترش می‌یابد. این توافق تضمین می‌کند که فقط محصولاتی که ثابت شده خاستگاه‌شان از یک منطقه خاص هستند، مجاز به استفاده از آن نمایه تجاری در معاملات هستند. این قانون نخستین بار در سال ۱۹۹۲ لازم الاجرا شد. هدف از این قانون حمایت از شهرت خوراک‌های محلی، ترویج فعالیت‌های روستایی و کشاورزی، کمک به تولیدکنندگان برای به دست آوردن قیمت گران‌تر برای محصولات معتبر و قابل اعتماد خود، و حذف رقابت ناعادلانه و جلوگیری از گمراه کردن مصرف‌کنندگان توسط تولیدکنندگان محصولات غیر اصیل است که ممکن است کیفیت پایین‌تر یا طعم متفاوتی داشته باشند. منتقدان استدلال می‌کنند که بسیاری از نام‌هایی که اتحادیه اروپا به دنبال حمایت از آنها هستند، در تجارت همه جایی و رایج شده‌اند و نباید از آنها محافظت شود.
این مقررات از نام‌های شراب، پنیر، ژامبون، سوسیس، غذاهای دریایی، زیتون، روغن زیتون، آبجو، سرکه بالزامیک، نان‌های محلی، میوه‌ها، گوشت خام و سبزیجات محافظت می‌کند.
بر اساس این مقررات، در داخل اتحادیه اروپا (و برخی حوزه‌های قضایی خارج از اتحادیه اروپا)، غذاهایی مانند گورگونزولا، پارمیجانو-رجیانو، پنیر فتا، واترفورد نان‌های بلا، پنیر اِروِه، پای گوشت خوک مِلتون موبری، پنیر پیاوه، پنیر آسیاگو، کممبر، عسل پروونس، شراب سیب هرفوردشر، کنیاک، آرمنیاک (نوشیدنی) فقط در صورتی می‌توانند از یکی از این نشان‌ها استفاده کنند که واقعاً متعلق به یک منطقه تعیین‌شدهٔ خاص باشند. برای مثال، پنیر برای واجد شرایط بودن با نام روکفور، باید از شیر نژاد خاصی از گوسفند تهیه شود که در غارهای طبیعی نزدیک شهر روکفور-سور-سولزون در منطقه آویرون فرانسه بالغ شده‌اند - جایی که قارچ پنیسیلیوم روکوفورتی در آن به‌طور طبیعی رشد کرده و هنگام تغذیه و چرا، وارد بدن این گوسفندها می‌شود.
به دلیل ماهیت همگانی، یکسان و جامع نظام‌های حقوقی، این سیستم فراتر از سیستم‌های نامگذاری ملی است که در سراسر اروپا استفاده می‌شود؛ مانند نام مبدأ حفاظت‌شده (AOC) مورد استفاده در فرانسه، نام مبدأ حفاظت‌شده (DOC) مورد استفاده در ایتالیا، نام مبدأ حفاظت‌شده (DOC) استفاده شده در پرتغال، نام مبدأ حفاظت‌شده (DOC) استفاده شده در رومانی و نام مبدأ حفاظت‌شده (DO) مورد استفاده در اسپانیا. این مقررات همچنان به کشورهای عضو اجازه می‌دهد تا از زبان خود در بسته‌بندی استفاده کنند، اما قانون نشان‌های جغرافیایی هنوز تنها مختص حوزه اتحادیه اروپا است. کمیسیون اتحادیه اروپا نهاد اصلی تصمیم‌گیرنده برای بررسی درخواست‌های حمایتی و قرار دادن نام تولیدکنندگان در این طرح‌های حمایتی است.
مقررات جدید اتحادیه اروپا در مورد حفاظت از نشان‌های جغرافیایی برای محصولات صنایع دستی و صنعتی در ۲۷ اکتبر ۲۰۲۳ منتشر و در ۱۶ نوامبر ۲۰۲۳ لازم الاجرا شد. تولیدکنندگان و سازندگان این محصولات می‌توانند از ۱ دسامبر ۲۰۲۵ درخواست نشان جغرافیایی حفاظت‌شده را به دفتر مالکیت معنوی اتحادیه اروپا (EUIPO) ارسال کنند. فقط نماد نشان‌های جغرافیایی حفاظت‌شده (PGI) برای محصولات صنایع دستی و صنعتی قابل اجرا خواهد بود.